# Waterfront–SEU (Metro de Washington)
Waterfront–SEU es una estación subterránea en la línea Verde del Metro de Washington, administrada por la Autoridad de Tránsito del Área Metropolitana de Washington. La estación se encuentra localizada en el Southwest Waterfront en Washington D. C..

## Conexiones de autobuses
- WMATA Metrobus
- DC Circulator
- MTA Maryland Commuter Bus
- OmniRide Commuter

## Lugares de interés
- Arena Stage
- Fort Lesley McNair
- Titanic Memorial